# Poggio Mirteto
Poggio Mirteto es una localidad italiana de la provincia de Rieti, región de Lazio, con 5.987 habitantes.

## Evolución demográfica
| Gráfica de evolución demográfica de Poggio Mirteto entre 1861 y 2001 |
|                                                                      |
| Fuente ISTAT - elaboración gráfica de Wikipedia                      |